# Boynton (East Riding of Yorkshire)
Boynton – wieś w Anglii, w hrabstwie East Riding of Yorkshire. Leży 40 km na północ od miasta Hull i 288 km na północ od Londynu. W 2001 miejscowość liczyła 161 mieszkańców.